# Supercoupe de Lituanie féminine de football
La supercoupe de Lituanie de football féminin (en lituanien : LFF moterų supertaurę) est une compétition de football féminin lituanienne se déroulant sur un seul match en fin de saison opposant le champion de Lituanie au vainqueur de la coupe de Lituanie. 
Cette compétition ne connait que deux éditions, en 2005 et 2006. À chaque reprise, le FK Gintra Universitetas réalise le doublé coupe-championnat, il affronte donc en supercoupe le finaliste de la coupe de Lituanie.

## Palmarès
| Saison | Vainqueur            | Score | Finaliste            |
| ------ | -------------------- | ----- | -------------------- |
| 2005,  | TexTilitė Ukmergė    | 3-2   | Gintra Universitetas |
| 2006   | Gintra Universitetas | 4-0   | FK Akmenė            |